# Сирояма, Нобору
Нобору Сирояма (яп. 城山昇 Сирояма Нобору) — японский сценарист, который написал сценарий к аниме «Лулу — ангел цветов» и многим другим.

## Список работ
- 1992 год — Kobo-chan
- 1989 год — Тимпуй
- 1989 год — Aoi Blink
- 1988 год — Biriken
- 1988 год — Shin Pro Golfer Saru
- 1987 год — Mister Ajikko
- 1987 год — Pro Golfer Saru: Kouga Hikyou! Kage no Ninpou Golfer Sanjou!
- 1986 год — Сага об Амоне
- 1986 год — Необыкновенная схватка
- 1986 год — Pro Golfer Saru: Super Golf World e no Chousen!!
- 1986 год — Robotan
- 1985 год — Pro Golfer Saru
- 1983 год — Pro Yakyuu wo 10-bai Tanoshiku Miru Houhou
- 1983 год — Lady Georgie
- 1981 год — Manzai Taikouki
- 1981 год — Хулиганка Тиэ
- 1981 год — Rokushin Gattai God Mars
- 1981 год — Капитан (фильм)
- 1981 год — Фуритэн-кун (фильм)
- 1981 год — Хулиганка Тиэ (фильм)
- 1981 год — Hello! Sandibelle!
- 1980 год — Ganbare!! Tabuchi-kun!! Aa Tsuppari Jinsei
- 1980 год — Новый Железный человек № 28
- 1980 год — Ojamanga Yamada-kun
- 1980 год — Makoto-chan
- 1980 год — Капитан (спецвыпуск)
- 1980 год — Лулу — ангел цветов (фильм)
- 1980 год — Юная волшебница Лалабель
- 1979 год — Ganbare!! Tabuchi-kun!!
- 1979 год — Звезда Кёдзина
- 1979 год — Лулу — ангел цветов
- 1978 год — Кенди-Кенди (фильм первый)
- 1977 год — Люпен III: Часть II
- 1977 год — Звезда Кёдзина
- 1976 год — UFO Senshi Dai Apolon 2
- 1976 год — Hana no Kakarichou
- 1976 год — Кенди-Кенди
- 1976 год — UFO Senshi Dai Apolon
- 1974 год — Hajime Ningen Giatrus
- 1974 год — Джим Баттон
- 1973 год — Bouken Korobockle
- 1972 год — Ryuuichi Manga Gekijou Onbu Obake
- 1971 год — Малышка Эцуко Сарутоби
- 1971 год — Бегемот и Тотто